# Paray-sous-Briailles
 Paray-sous-Briailles  là một xã ở tỉnh Allier department in central Pháp.